# 水の中の月
『水の中の月』（みずのなかのつき）は、土田世紀による日本の漫画作品。
『ヤングマガジン増刊エグザクタ』（講談社）1997年3号・6号、『ヤングマガジンアッパーズ』（講談社）1998年創刊号から6号まで連載された。単行本は全1巻。

## 概要
父の遺した借金を返し続ける貧しい生活を送りつつも直向きに生き続ける矢沢賢治。高校の不良グループのリーダーとなり暴力・カツアゲ・シンナーに明け暮れる玉坂清。不良に徹しきれず、賢治と清の間でどっちつかずになっている引野与一。幼友達だった3人の未成年のやるせなくせつない生き様を描く。

## 登場人物
矢沢賢治（やざわ けんじ） - ケンズ
主人公。父は海難事故で死亡し、母は娘を連れて蒸発。高校に通いながら、父が漁船購入で作った借金を返す日々を過ごす。曲がったことが嫌いで、清に引き込まれそうになる与一を気にかけている。
玉坂清（たまさか きよし） - キヨス
賢治の幼馴染。高校では不良になり、ヤクザになるために中退する。子供のころに母親を亡くしており、父親との間に不和がある。
引野与一（ひきの よいち） - ヨイヂ
賢治の幼馴染。不良に憧れ清のグループに所属している。しかし根が優しい性格のために、不良に徹しきれていない。
矢沢静香（やざわ しずか） - スズカ
賢治の妹。母親と共にスナックを経営している。偶然知り合った与一に思いを寄せられている。

## 書誌情報
- 土田世紀『水の中の月』講談社〈アッパーズKC〉
  1. 1998年11月9日発行、ISBN 4063460045。